# Павлов, Марат Игнатьевич
Мара́т Игна́тьевич Па́влов (род. 12 ноября 1955) — российский дипломат. Чрезвычайный и полномочный посланник 1 класса (2021).

## Биография
Окончил Московский государственный институт международных отношений МИД СССР (МГИМО) (1978) и Дипломатическую академию МИД России (1991). Владеет английским и итальянским языками. На дипломатической работе с 1978 года.
В 2006—2007 годах — начальник отдела во Втором департамента стран СНГ МИД России.
В 2007—2013 годах — советник, старший советник Посольства России в Италии.
В 2013—2015 годах — главный советник Четвёртого Европейского департамента МИД России.
В 2015—2020 годах — генеральный консул России в Генуе (Италия).
С 21 сентября 2020 года — чрезвычайный и полномочный посол Российской Федерации в Республике Филиппины. Верительные грамоты вручил 2 декабря 2020 года.
С 17 декабря 2020 года — чрезвычайный и полномочный посол Российской Федерации в Республике Палау по совместительству.
С 25 марта 2021 года — чрезвычайный и полномочный посол Российской Федерации на Маршалловых островах по совместительству.

## Дипломатический ранг
- Чрезвычайный и полномочный посланник 2 класса (16 декабря 2014)[4].
- Чрезвычайный и полномочный посланник 1 класса (13 сентября 2021)[5].

## Награды
- Орден Дружбы (5 мая 2025 года) — за большой вклад в реализацию внешнеполитического курса Российской Федерации и многолетнюю добросовестную дипломатическую службу[6]

## Семья
Женат, имеет двоих сыновей.